# Revelatge fotogràfic

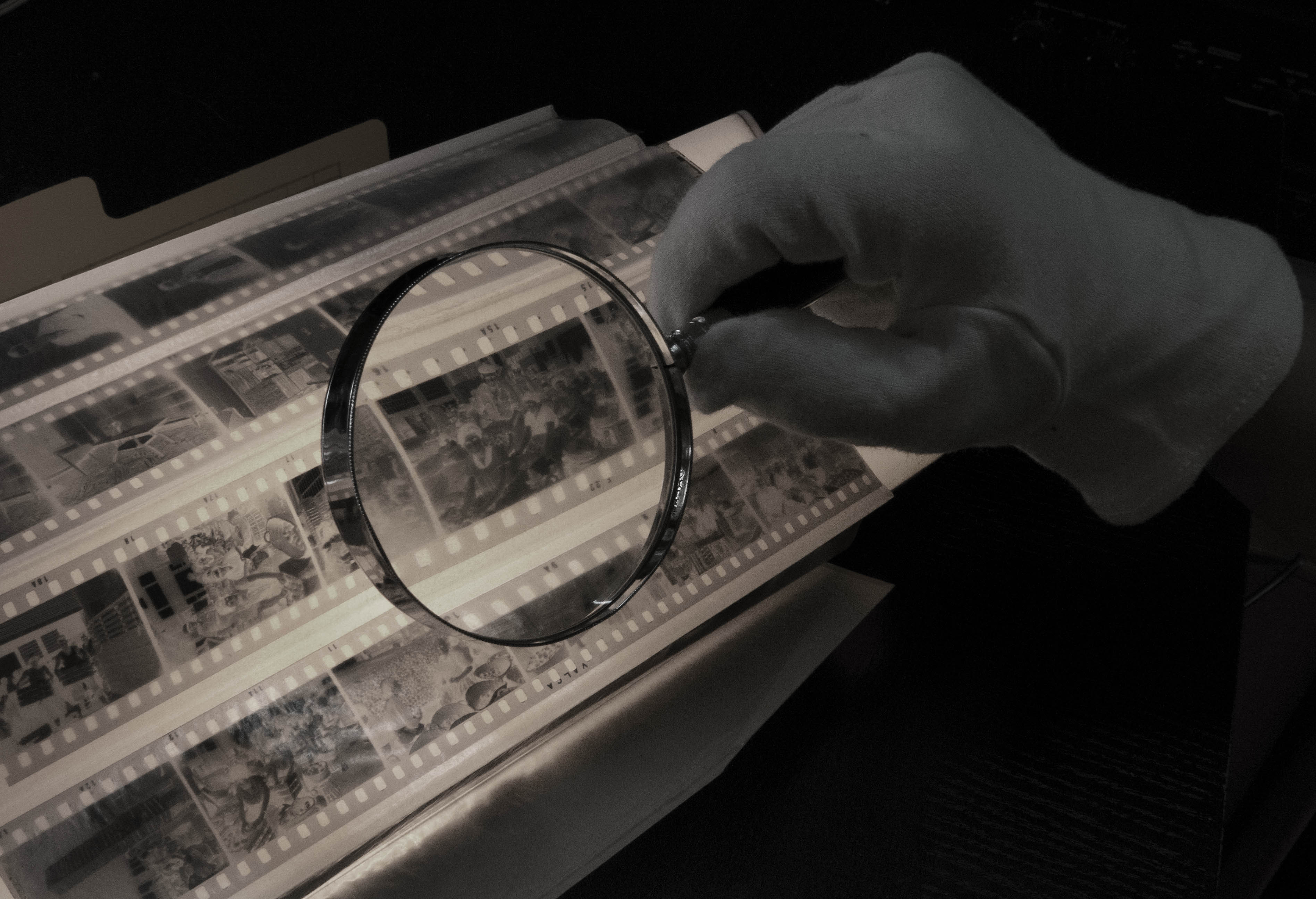

El revelatge fotogràfic és el procés que es duu a terme perquè la imatge latent present en la placa o pel·lícula fotogràfica o arxiu digital RAW es faci visible. Quan es realitza sobre paper fotosensible a partir d'un negatiu, se'n diu positivat per contacte o ampliació del negatiu si es fa amb una ampliadora.
Depenent del tipus de pel·lícula, aquesta ens proporcionarà resultats en negatiu o ja positivats (si són diapositives). Els negatius ens permeten obtenir diferents còpies ampliades sobre paper. Solem tenir un full dels contactes ja positivats per tal de poder escollir les imatges que es voldran fer les ampliacions.
Amb  la fotografia digital, ja no és necessària la realització de fulls de contactes, ja que pots obtenir els resultats digitals a l'instant, i per tant, podem escollir aquelles imatges que més ens interessen.

## Laboratori
Distribució de l'espai. Es difícil dissenyar un model de patró de laboratori, ja que les seves característiques dependrà de les nostres necessitats, de l'espai i dels mitjans disponibles, etc. Per tant, les especificacions que es donen a continuació han de ser preses com a punt de partida i ajustar-se a cada cas. El laboratori hauria de ser un lloc fixe, dedicat a aquest fi. El color de les parets pot ser crema o gris molt clar. Si les parets son blanques, tampoc es problemàtic, ja que la llum que aquest blanc reflecteixi serà sempre la llum de seguretat, inofensiva per al paper sensible. En tot laboratori s'ha de diferenciar la zona seca de la zona humida.
La zona seca. Parlarem així de l'àrea on portarem a cap totes les operacions seques sobre el material sensible: l'anàlisi i l'ampliació del negatiu en l'ampliadora. Hem de disposar d'una taula sòlida, anivellada i immobilitzada, d'uns 60 cm de fons i amb superfície de melanina blanca que garanteixi la seva perfecta neteja. A sobre de la taula col·locarem l'ampliadora. Per determinar l'alçada de la taula, tindrem en compte que el marginador posat a sobre de l'ampliadora estigui 5 cm per sota de l'alçada del nostre colze. Al voltant de la ampliadora haurà de quedar espai suficient per manipular els papers fotogràfics i per col·locar altres utensilis necessaris, com la taula lluminosa, la talladora rotativa, el rellotge, la lupa, etc. També necessitarem un calaix per guardar els papers fotogràfics. A sota de la taula seria convenient instal·lar un armari per col·locar accessoris secs que necessitarem per treballar amb l'ampliadora. Es necessari que les parets que rodegen l'ampliadora estiguin pintades de negre mate, almenys fins a un metre per sobre d'aquesta. La llum de seguretat d'aquesta zona és convenient que sigui independent de la llum de seguretat de la resta del laboratori, ja que en algunes operacions ens convindrà treballar sense ella.
La zona humida. Zona on portarem a cap totes les operacions humides sobre el material sensible: processament de la pel·lícula fotogràfica i de la còpia, i altres manipulacions químiques. Necessitarem una taula sòlida i immobilitzada que suporti, en aquest cas, una cuba proveïda de desguàs, de plàstic o fibra de vidre. La profunditat de la cuba ha de ser d'uns 15 cm i l'alçada, de la base, d'uns 90 cm. Dintre de la cuba es aconsellable disposar d'una peça a mode de paret separadora que permeti aïllar la cubeta amb revelador, evitant la contaminació amb altres líquids. Posarem la cubeta amb fixador i la rentadora de còpies a la part final d'aquesta cuba. En aquest bloc és de gran utilitat disposar d'una planxa de plàstic rígida i inclinada, cap a nosaltres, a mode de faristol, on examinarem les nostres proves I còpies, quan encara estiguin humides. Si pensem positivar en color també és important que aquesta planxa sigui de color gris, amb la finalitat d'evitar influències d'altres colors en la valoració de les dominants I tonalitat de les còpies. Penjada del sostre, a 1m de la planxa, col·locarem una llum blanca que ens permeti l'examen de còpies i proves, I que anirà proveïda d'una pantalla per a evitar que ens enlluerni. La bombeta ha de ser de 100 W i, com convé que es tracti d'una llum intensa i suau, es recomana l' ús de globus òpal que reuneixen aquestes característiques. L'encesa d'aquesta llum es farà mitjancant un interruptor col·locat al sostre, que accionarem mitjançant un cable de nylon que eviti el perillós contacte amb el corrent elèctric quan tenim les mans mullades. En la zona humida hem de disposar de tres aixetes, una per l'aigua calenta i dos per agua freda, una d'elles amb boca de rosca per a connectar-lo a una rentadora de còpies.
I·luminació. En el laboratori disposarem de tres fonts de llum bàsiques:
1. Llum blanca (la fluorescent pot servir) general de tot l'espai, col·locada preferiblement al sostre. Seria interessant crear un dispositiu de seguretat que interrumpeixi automàticament la llum al obrir el calaix de papers fotogràfics.
2. Llum blanca per examen de còpies i proves, amb les característiques anomenades anteriorment.Seria interessant, com l'anterior, crear un dispositiu de seguretat que interrumpeixi automàticament la llum al obrir el calaix de papers fotogràfics.
3. Llum de seguretat per al copiat. Aquesta llum compleix la funció de permetre veure mentre estem positivant sense que es veli el paper fotogràfic.

Ventilació. Convé assegurar una renovació contínua, o almenys periòdica, de l'aire a l'interior del laboratori, ja que els productes químics generen vapors perjudicials. Una solució adequada és instal·lar un extractor estanc a la llum que, connectat a un temporitzador, canvïi l'aire periòdicament.
Calefacció - Refrigeració. A menys de 17 °C els productes químics deixen de ser fiables en el seu rendiment. Es aconsellable escalfar (descartarem les estufes de Butà perquè enrareixen l'ambient) el laboratori perquè aquests i l'ambient en general es mantingui durant tota la sessió de treball a una temperatura estable de com a mínim, 18 °C. Si es tracta de refredar, un ventilador o un refrigerador poden ser una solució. Els productes químics continuen responent bé fins als 24 °C. La solució ideal és dotar al laboratori d'aire condicionat.

## Material
Per a dur a terme el procés de revelatge es necessiten una sèrie de substàncies químiques, maquinària i espais.
- Tot aquest procés comença a una sala fosca, on no pot penetrar ni el mínim raig de llum, ja que podria exposar els negatius amb els que treballem, a vegades, es treballa amb llum infraroja, ja que no afecta a l'exposició dels negatius. És important disposar d'aigua corrent.
- L'ampliadora és l'aparell que ens permetrà positivar les fotografies a mides més grans que la mida del negatiu. El seu funcionament és molt senzill i s'assimila al d'un projector de diapositives, aquests, solen tenir un temporitzador per tal de cronometrar el temps en el que exposem el paper fotogràfic.
- Es necessiten tres cubetes pels diferents líquids de revelatge, alhora, necessitem pinces per tal de moure el paper fotogràfic a les diferents cubelles, es recomanable que les pinces tinguin les puntes protegides per no ratllar les fotos.
- Llum de seguretat: El clàssic paper fotogràfic en blanc i negre és insensible a les longituds d'ones del groc al vermell, gràcies a aquest descobriment, no és necessari treballar a les fosques. Les llums més utilitzades són les normals d'incandescència de 10 a 25 W de color vermell o taronja.
- El paper de còpia o paper fotogràfic, és on realitzem les impressions dels negatius, hi ha una gran varietat, segons la mida, el tipus i la sensibilitat. En el cas del revelatge en blanc i negre, és molt recomanable el “Ilford speed multigames B/W”.
- Les substàncies químiques que necessitarem són:
  - Revelador: Un revelador, en fotografia, és una solució que fa visible la imatge latent d'un material fotogràfic exposat. A més de l'agent revelador pròpiament dit, que redueix els halurs exposats a plata metàl·lica negra, la solució sol contenir un accelerador, en general un àlcali, com el carbonat sòdic, l'hidròxid sòdic o el bòrax, que activa l'acció del revelador; i un preservador, com el metabisulfit potàssic, en general bromur potàssic, que actua com a controlador general de l'activitat química i limita el nivell de vel.
  - Bany d'atur: El bany d'atur, en fotografia, és una solució àcida dèbil usada durant el processat entre el revelador i el fixador per interrompre completament l'acció del primer i al mateix temps neutralitzar la seva alcalinitat per evitar així que disminueixi l'acidesa del fixador. Alguns banys d'atur incorporen un indicador que canvien de color quan s'esgota.
  - Fixador: Un fixador és una solució química que converteix la imatge revelada en estable i permanent. Per a això converteix els halurs no revelats en compostos solubles en aigua que s'eliminen per rentat. Hi ha dos grups fonamentals d'agents fixadors: el del tiosulfat i el del cianur. Aquest últim agent és extraordinàriament ràpid, però molt tòxic, i segons sembla afecta la permanència de la imatge de plata. El tiosulfat sòdic (singlot), usat per primera vegada per Fox Talbot el 1841, segueix sent el fixador més usat i barat.
- Cronòmetre: Ens ajudarà a controlar el temps que ha d'estar submergit el paper en cada cubeta.
- Rentadora de còpies. La última operació humida sobre la còpia és el rentat amb aigua. L'aigua corrent eliminarà les restes de productes químics del procés, assegurant la conservació de la còpia.
- Secadores de pel·lícules i còpies. Per a assecar la pel·lícula una vegada processada, un armari assecador és la millor solució. Aquests armaris eviten la pols i una corrent d'aire calent filtrada accelera l'asseca. Com a alternativa senzilla i eficaç, es podria usar un tendal proveït de fil de nylon, similar al de la roba. Una altra opció per a assecar les còpies seria deixar-les, una vegada escorregudes, sobre paper assecant.
- Tanc de revelatge de la pel·lícula. Tractant-se de pel·lícula de rotlle convindria un tanc hermètic i que consumeixi la mínima quantitat de productes químics per pel·lícula.
- Densítometre. Depenen de les característiques del nostre treball necessitarem saber la densitat dels negatius o de les còpies. No és tracta d'una eina d'ús habitual al laboratori, la milord solució es recórrer a un laboratori professional per sol·licitar aquest servei.
- La premsa tèrmica. Les còpies en paper baritat adquireixen una regularitat de superfície i un planxat perfecte si, un cop seques, es sotmeten a una alta pressió i temperatura pròxima als 95 °C. En qualsevol cas, si no disposem de premsa tèrmica, es pot recórrer al recurs de deixar les fotografies a sota de pes durant uns quants dies.
- Altres accessoris. taula lluminosa per l'anàlisi dels negatius, pinces, termòmetre, lupa d'anàlisi de negatius, probetes, tisores, cartulina negra o toronja per màscares, cinta adhesiva, llapis especial per anotar en les còpies i pinzell antiestàtic per la neteja de negatius.

## Procediment
El procés de revelat varia conforme al procediment i material fotogràfic que s'estigui utilitzant; en blanc i negre, regularment consta de set passos per al revelat del negatiu, de cinc per al del paper, en el cas d'utilitzar paper resina, i de vuit per a paper fibra.

### Per al negatiu
1. Preparació
2. Revelat
3. Bany d'atur/stop/detenció del revelador
4. Rentat
5. Fixació
6. Rentat
7. Aclarit
8. Rentat final
9. PhotoFlo

### Per al paper resina
1. Revelat
2. Bany d'atur
3. Rentat
4. Fixació
5. Rentat final

### Per al paper fibra
1. Revelat
2. Bany d'atur
3. Rentat
4. Fixació I
5. Fixació II
6. Rentada
7. Aclarida
8. Rentada final

## Revelat de negatius
Les operacions a realitzar són les següents:
- Es posa el laboratori en total foscor, sense llum vermella ni d'altre color, i s'obre el xassís metàl·lic per a introduir el negatiu en el rodet o espiral.
- Després es fica en el tanc o cubeta de revelatge i es posa la tapa per a poder seguir treballant amb la llum encesa. El revelador ha de tenir una temperatura entre 18 i 26 °C. L'ideal és 20 °C. Si la temperatura és menor a 20 °C doni-li un minut més cada dos graus de menys. Si la temperatura és major a 20 °C doni-li un minut de menys per cada dos graus de més. Per sota de 14 °C el negatiu queda molt vulnerable.
- Normalment els fabricants de revelador ja indiquen, en unes taules que acompanyen al producte, els temps segons la temperatura.
- Preses les precaucions necessàries, s'aboca el revelador en el tanc, només traient la tapa que permet introduir l'element químic sense que entre llum al negatiu.
- S'agita els primers trenta segons, i es dona suport el tanc en la taula, fent un copet i es prossegueix agitant cinc vegades cada vint-i-cinc segons fins que es compleixin 7 minuts i ½.
- En acabar el temps necessari es llença el revelador i es posa l'aturador, també anomenat "bany d'atur", agitant durant almenys 30 segons al principi, durant 2 minuts.
- Es guarda l'aturador en la seva ampolla, ja que serveix almenys per a deu rotllos.
- A continuació es tira el fixador agitant els primers quinze segons, durant cinc minuts. Ja es pot obrir el tanc i rentar el negatiu amb aigua corrent durant trenta minuts almenys. Del temps de rentat depèn molt la conservació.
- En acabar es dona al negatiu un bany humectant. Es deixa actuar un minut i es penja el negatiu en un lloc que estigui protegit de la pols i altres intoxicacions: si s'està ajustat de temps és possible assecar-lo amb assecador de pèl i a més de 30 cm. Això pot produir una menor qualitat i és un mètode molt usat en els periòdics per la rapiditat de l'assecatge. És important tenir molta cura amb aquests passos, ja que un simple frec amb una ungla pot danyar tot el procés.

## Positivat
És el nom que es dona al procés quan s'obté la imatge a partir del negatiu sobre un suport opac, de paper fotogràfic. Quan la grandària de la imatge resultant coincideix amb el del negatiu es denomina «contacte», i es diu «full de contactes» al paper que conté diversos d'ells, mentre que, si s'obté amb una grandària major mitjançant l'ús d'una ampliadora fotogràfica, es diu «ampliació».
Les fases del procés són similars, encara que existeixen algunes diferències:
- Els papers fotogràfics permeten en la majoria dels casos l'ús d'una llum inactínica per a controlar el procés. La més eficaç és la groc-verdosa específica que dissenyen les cases comercials de laboratori. L'ús de llum vermella és incòmode, perquè no permet una valoració exacta de la còpia quan s'està revelant. Té sentit si es treballa amb pel·lícula ortocromàtica.

- Hi ha algunes diferències entre la composició química dels reveladors i fixadors i la del revelat de pel·lícula.

- Existeixen diferències en els temps de processament: el temps òptim de revelat se sol situar entorn dels dos minuts, i sobre deu o quinze minuts per al fixat.

- A vegades es produeixen en aquest moment efectes, amb manipulacions que es fan durant el procés, com a solaritzacions o després del mateix com virats.

Per a realitzar aquest procés, és necessari comptar amb una cambra obscura, on es recomana mantenir diferenciades la zona humida i la zona seca, procurar atenció a no tenir endolls en la zona humida i l'aïllament de llum exterior i bona ventilació.
L'equip a utilitzar és:
- Ampliadora

- Rellotge

- Marginador

- Lupa d'enfocament

- Llum de seguretat

- Cubetes i pinces

- Esmaltadora

- Premsa de contactes

## Consideracions
El bany revelador ha de tenir en la major part dels casos en el moment d'ús una temperatura entre 18 i 26 °C. L'ideal és 20 °C. Si la temperatura és menor a 20 °C es donarà un minut més cada dos graus de menys. Si la temperatura és major a 20 °C es donarà un minut de menys per cada dos graus de més. Per sota de 14 °C el negatiu queda molt vulnerable perquè l'emulsió ofereix resistència als líquids i perquè la majoria de productes del revelador perden eficàcia. El revelat produeix una imatge de plata metàl·lica negra amplificant els halurs de plata exposats que ja han generat imatge latent. El temps del revelat depèn de la mena de negatiu. L'excés de revelat augmenta el contrast en un primer moment, del negatiu/paper, mentre que la falta el disminueix (pot fer-se per a un resultat equivalent a usar pel·lícula de diferent sensibilitat compensant una exposició no d'acord amb la qual nominalment presenta l'emulsió). Normalment els fabricants de reveladors ja indiquen, en unes taules que acompanyen al producte, els temps adequats segons la temperatura.